# Velké Kunětice
Velké Kunětice (in tedesco Gross-Kunzendorf) è un comune della Repubblica Ceca facente parte del distretto di Jeseník, nella regione di Olomouc.